# هاوکر تمپست
هاوکر تمپست (به انگلیسی: Hawker Tempest) یک هواگرد جنگنده تک‌موتوره تک‌سرنشین بریتانیایی ساخت کارخانهٔ هاوکر ایرکرفت است که در میانه دهه ۱۹۴۰ طراحی و تولید شد.
تمپست از موتور مشابهی نسبت به هاوکر تایفون استفاده می‌کرد اما بال‌هایی جدید و نازک‌تر داشت و عملکرد زرمی بسیار خوبی در ارتفاع بالا نشان می‌داد. این هواگرد با سرعتی زیاد، یکی از معدود هواگردهای قادر به تعقیب و انهدام بمب پرنده فا-۱ و رزم با هواگرد جت آلمانی مسرشمیت ام‌ئی ۲۶۲ بود.

## مشخصات فنی (تمپست ۵)

### مشخصات عمومی
- خدمه: ۱ نفر
- طول: ۳۳ فوت ۸ اینچ (۱۰٫۳ متر)
- طول بال: ۴۱ فوت (۱۲٫۵ متر)
- نیرومحرکه: یک موتور اچ‌شکل ۲۴ سیلندر نپیر سابر ۲ خنک شونده با مایعات: ۲۱۸۰ اسب بخار

### عملکرد
- حداکثر سرعت: ۴۲۷ مایل بر ساعت (۶۹۰ کیلومتر بر ساعت)

### تسلیحات
- ۴ × توپ خودکار هیسپانو کالیبر ۲۰ میلی‌متر
- ۸ × راکت یا ۲ × بمب ۵۰۰ پوند (۲۳۰ کیلوگرم) زیر بال‌ها[۱]